# Setepenré (filha de Aquenáton)
Setepenré foi a sexta e última das filhas nascidas da ligação entre Aquenáton e Nefertiti. Nasceu por volta do décimo ou décimo-segundo ano do reinado do Faraó, sendo representada iconograficamente em muito poucas ocasiões. O seu nome, à semelhança da sua irmã Neferneferuré, é um teóforo de Ré (significando Escolhida de Ré), e não de Aton, o disco solar venerado pelo faraó.
Setepenré já não surge no enterro de Meketaton (uma das suas irmãs mais velhas), representado nas paredes do túmulo do seu pai. Como Meketaton faleceu pelo ano 14 do reinado de Aquenáton, Setepenré deverá ter falecido com menos de três anos, talvez vítima de alguma epidemia que assolou a família real, e que reduziu o número das princesas a apenas duas, no final do reinado de Aquenáton.